# Mostová
Mostová (bis 1948 slowakisch „Mostová Kerť“; ungarisch Hidaskürt) ist eine Gemeinde im Westen der Slowakei mit 1562 Einwohnern (Stand 31. Dezember 2024), die zum Okres Galanta, einem Teil des Trnavský kraj gehört.

## Geographie
Die Gemeinde befindet sich im slowakischen Donautiefland zwischen zwei Armen des Dudváh namens Dolný Dudváh und Salibský Dudváh. Das Gemeindegebiet ist eine entwaldete Ebene mit Au- und Schwarzböden. Das Ortszentrum liegt auf einer Höhe von 118 m n.m. und ist acht Kilometer von Galanta entfernt.

## Geschichte
Mostová wurde zum ersten Mal 1245 als Curty schriftlich erwähnt. Anfangs gehörte das Dorf zum Herrschaftsgut der Pressburger Burg, nach dem kurzen Besitz durch den Oligarchen Matthäus Csák im frühen 14. Jahrhundert war es zwischen mehreren Edelmännern geteilt.
Auf Grund etlicher Streitigkeiten kam es zu mehreren Teilungen des Dorfes, zum Beispiel nach Kiskürt und Nagykürt, ehe es als Ganzes im 16. Jahrhundert zum Herrschaftsgut von Schintau gelang und im 19. Jahrhundert zu jenem von Tallós. Im 16. und 17. Jahrhundert wurde der Ort mehrmals in Mitleidenschaft gezogen, zum Beispiel durch angreifende Türken in den Jahren 1530, 1555 und 1599.
1715 sind 36 Steuerpflichtige verzeichnet, 1720 ist eine Mühle erwähnt. 1828 zählte man 156 Häuser und 1139 Einwohner.
Bis 1918 gehörte der im Komitat Pressburg liegende Ort zum Königreich Ungarn und kam danach zur Tschechoslowakei beziehungsweise heute Slowakei. Auf Grund des Ersten Wiener Schiedsspruches lag er 1938–1945 noch einmal in Ungarn.

## Bevölkerung
| Jahr                | 1994 | 2004    | 2014    | 2024    |
| ------------------- | ---- | ------- | ------- | ------- |
| Anzahl der Personen | 1574 | 1591    | 1596    | 1562    |
| Unterschied         |      | +1,08 % | +0,31 % | −2,13 % |

| Jahr                | 2023 | 2024    |
| ------------------- | ---- | ------- |
| Anzahl der Personen | 1566 | 1562    |
| Unterschied         |      | −0,25 % |

Gemäß der Volkszählung 2011 wohnten in Mostová 1595 Einwohner, davon 1269 Magyaren, 283 Slowaken, neun Roma und drei Tschechen. 31 Einwohner machten keine Angabe. 1384 Einwohner gehörten zur römisch-katholischen Kirche, 53 Einwohner zur evangelischen Kirche A. B., vier Einwohner zur reformierten Kirche, zwei Einwohner zur griechisch-katholischen Kirche und jeweils ein Einwohner zu den Zeugen Jehovas, zur evangelisch-methodistischen Kirche, zur tschechoslowakisch-hussitischen Kirche. 87 Einwohner waren konfessionslos und bei 57 Einwohnern ist die Konfession nicht ermittelt.
Ergebnisse nach der Volkszählung 2001 (1600 Einwohner):
| Nach Ethnie: - 88,06 % Magyaren - 11,06 % Slowaken - 0,31 % Roma - 0,19 % Tschechen | Nach Konfession: - 92,06 % römisch-katholisch - 3,69 % evangelisch - 2,81 % konfessionslos - 1,13 % keine Angabe |

## Sehenswürdigkeiten
- römisch-katholische Kreuzerhöhungskirche im spätbarocken Stil aus dem Jahr 1763, die eine baufällige gotische Kirche ersetzte